# Радовиш (община)
Радовиш (на македонска литературна норма: Општина Радовиш) е община, разположена в източната част на Северна Македония и обхваща 36 населени места в Радовишкото поле между планините Плачковица на север, Юруклук на запад и Смърдеш на юг по долината на Стара река, приток на Струмица. Център на общината е град Радовиш. Общината има площ от 497,48 km2 с 28 244 жители, като гъстотата на населението е 56,77 жители/km2. Освен Радовиш в общината влизат и 35 села.

## Структура на населението
Според преброяването от 2002 година община Радовиш има 28 244 жители.
| Етническа принадлежност | Процент |
| северномакедонци        | 84,10%  |
| албанци                 | 0,03%   |
| турци                   | 14,38%  |
| роми                    | 0,96%   |
| власи                   | 0,09%   |
| сърби                   | 0,25%   |
| бошняци                 | 0,00%   |
| други                   | 0,19%   |